# Frente Justicialista de Liberación

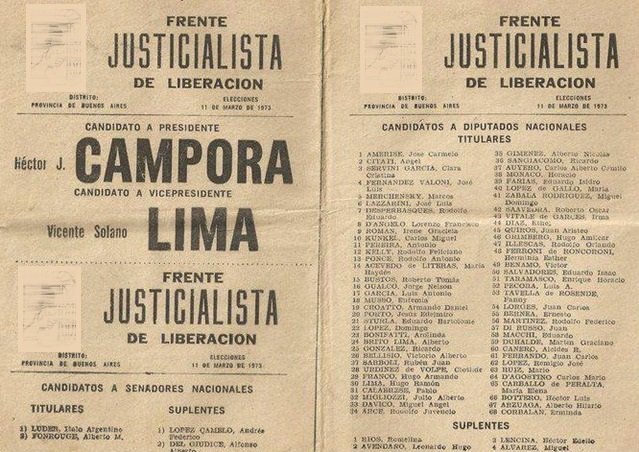
Boleta electoral del Frejuli con la fórmula Cámpora-Solano Lima (marzo de 1973).

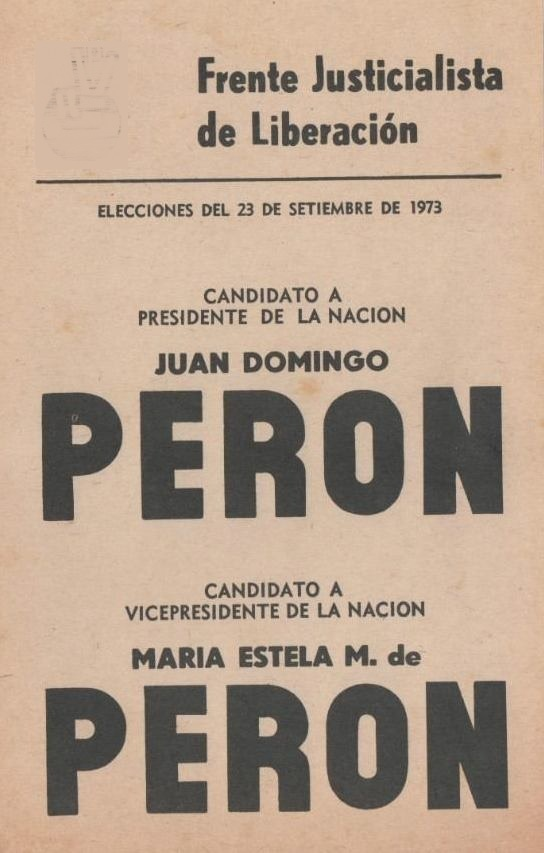
Boleta electoral del Frejuli con la fórmula Perón-Perón (septiembre de 1973).

El Frente Justicialista de Liberación (también conocida por sus siglas FREJULI) fue una coalición electoral argentina formada en 1972, liderada por el Partido Justicialista en alianza con otros partidos como el Movimiento de Integración y Desarrollo (MID), liderado por el expresidente Arturo Frondizi, el Partido Conservador Popular, liderado por Vicente Solano Lima y el Partido Popular Cristiano (PPC) de José Antonio Allende -una de las dos facciones del Partido Demócrata Cristiano-. Se presentó a las elecciones presidenciales de marzo y septiembre de 1973, triunfando en ambas ocasiones con las candidaturas de Cámpora-Solano Lima y Perón-Perón, respectivamente.

## Integrantes
El FREJULI fue una alianza electoral argentina formada en 1972, integrada por varios partidos políticos:
| Partido | Partido                                      | Líder                     | Ideología             | Posición          |
| ------- | -------------------------------------------- | ------------------------- | --------------------- | ----------------- |
|         | Partido Justicialista                        | Juan Domingo Perón        | Peronismo             | Tercera posición  |
|         | Partido Conservador Popular                  | Vicente Solano Lima       | Conservadurismo       | Derecha           |
|         | Movimiento Socialista de Liberación Nacional | Jorge Selser Simón Lázara | Socialismo            | Centroizquierda   |
|         | Movimiento de Integración y Desarrollo       | Arturo Frondizi           | Desarrollismo         | Centro            |
|         | Movimiento Nacional Yrigoyenista             | Alberto Asseff            | Radicalismo           | Centro            |
|         | Unión del Pueblo Argentino                   | Armando Molina Zavalía    | Conservadurismo       | Extrema derecha   |
|         | Partido Popular Cristiano                    | José Antonio Allende      | Democracia cristiana  | Centro            |
|         | Encuentro Nacional de los Argentinos         | Jesús Porto               | Comunismo             | Extrema izquierda |
|         | Movimiento de la Revolución Nacional         | Marcelo Sánchez Sorondo   | Nacionalismo católico | Extrema derecha   |
|         | Unión Federal Democrática Cristiana          | Mario Amadeo              | Democracia cristiana  | Derecha           |

1. ↑  Facción del Partido Socialista
2. ↑  Facción del Partido Demócrata Cristiano.
3. ↑  Facción del Partido Comunista.
4. ↑  Facción del Nacionalismo católico.

## Elecciones de marzo de 1973
El Frejuli presentó en las elecciones presidenciales de marzo de 1973 la fórmula presidencial de Héctor J. Cámpora (Partido Justicialista) y Vicente Solano Lima (Partido Conservador Popular). El Frente no pudo llevar como candidato presidencial a Juan Domingo Perón porque la dictadura gobernante no lo permitió. Por esa razón uno de los lemas principales del Frente fue "Cámpora al gobierno, Perón al poder". 
Las elecciones se realizaron el 11 de marzo de 1973. La fórmula Cámpora-Solano Lima obtuvo el 49,56% de los votos, superando a la fórmula de la UCR, integrada por Ricardo Balbín y Eduardo Gamond, que obtuvo un 21,29%. Según las reglas electorales impuestas por la dictadura, debía realizarse un balotaje, porque la fórmula ganadora no obtuvo la mitad más uno de los votos válidos. Pero la diferencia entre ambas fórmulas llevaron a que la UCR renunciara al balotaje.
Cámpora y Solano Lima asumieron el 25 de mayo y renunciaron a sus cargos el 13 julio de ese mismo año, luego de 49 días de gobierno. Interinamente asumió la presidencia el justicialista Raúl Lastiri, en tanto que el Congreso de la Nación dispuso realizar nuevas elecciones el 23 de septiembre de 1973, esta vez sin proscripciones.

## Elecciones de septiembre de 1973
El Frejuli presentó en las elecciones presidenciales de septiembre de 1973 la fórmula presidencial de Juan Domingo Perón  y María Estela Martínez de Perón, ambos del Partido Justicialista.
Las elecciones se realizaron el 23 de septiembre de 1973. La fórmula Perón-Perón obtuvo el 61,85% de los votos, superando nuevamente a la fórmula de la UCR, integrada por Ricardo Balbín, esta vez acompañado por Fernando de la Rúa, que obtuvo el 24,42%.
Los candidatos del Frejuli asumieron el 12 de octubre. Perón fallecería el 1 de julio del año siguiente, asumiendo en su lugar María Estela Martínez de Perón. El 24 de marzo de 1976 el gobierno constitucional sería derrocado por un golpe de Estado, que dio inicio a la dictadura autodenominada Proceso de Reorganización Nacional.

## Resultados electorales

### Elecciones presidenciales
|  | 49.56 % |

|  | 61.86 % |

### Elecciones legislativas
| Año  | Votos     | % de votos       | Diputados | Senadores | Posición |
| ---- | --------- | ---------------- | --------- | --------- | -------- |
| 1973 | 5.908.414 | \| \| 49.55 % \| | 144/243   | 44/69     | Mayoría  |
|      | 49.55 %   |                  |           |           |          |